# ジョン・ノートン
ジョン・ノートン（John Kelley Norton、1893年4月16日 - 1979年12月28日）は、アメリカ合衆国の陸上競技選手である。彼は1920年に開催されたアントワープオリンピックに出場して、400メートルハードルで銀メダルを獲得した。

## 経歴
ジョン･ノートンは、1893年にカリフォルニア州サンタクララで生まれた。
彼は、1920年6月26日にカリフォルニア州パサデナで開催された競技会で、当時の400メートルハードル世界記録54秒2を記録し、オリンピックでの優勝候補として期待されていた。しかし、オリンピック本番では同じアメリカのフランク・ルーミスが世界記録を更新して金メダルを獲得し、ノートンは0.6秒差で銀メダルを獲得した。銅メダルは、やはりアメリカのオーガスト・デッシュが獲得し、表彰台をアメリカ勢が独占する結果となった。
なお、ノートンはスタンフォード大学に通い、後にサンフランシスコのオリンピッククラブの代表者となっている。